# آمونیاک
آمونیاک (به انگلیسی: Ammonia) با فرمول شیمیایی NH3، ترکیبی از نیتروژن و هیدروژن است. آمونیاک یک هیدرید دوتایی پایدار و ساده‌ترین هیدرید آن، یک گاز بی‌رنگ با بوی تند مشخص است. آمونیاک یک زباله نیتروژنی متداول است، به‌ویژه در میان موجودات آبزی، و با عملکرد به عنوان یک پیش مادهٔ غذایی و در کودها به‌طور قابل توجهی به نیازهای غذایی موجودات زنده در زمین کمک می‌کند. آمونیاک، به‌طور مستقیم یا غیرمستقیم، همچنین یکی از عناصر سازنده بسیاری از محصولات دارویی است و در بسیاری از محصولات تمیز کنندهٔ تجاری مورد استفاده قرار می‌گیرد. این ماده عمدتاً با جابجایی هوا و آب به سمت پایین‌تر جمع می‌شود.
هرچند که در طبیعت - چه زمینی و چه در سیاره‌های بیرونی منظومه شمسی - استفادهٔ گسترده از آن متداول است، اما آمونیاک به شکل غلیظ خود بسیار خورنده و خطرناک است. در ایالات متحده این ماده به عنوان ماده‌ای بسیار خطرناک طبقه‌بندی می‌شود و در مراکز تولید، ذخیره یا استفاده در مقادیر قابل توجه نیازمند گزارش و سختگیری است.
تولید جهانی صنعتی آمونیاک در سال ۲۰۲۰ نزدیک به ۱۸۰ میلیون تن بود، آمونیاک صنعتی یا به صورت آمونیوم هیدروکسید (معمولاً ۲۸٪ آمونیاک در آب) یا به صورت آمونیاک مایع فشرده بی‌آب یا یخچال‌دار که در اتومبیل‌های با مخزن ویژه یا در سیلندر حمل و عرضه می‌شود. بازار جهانی آمونیاک در سال ۲۰۱۶ معادل ۶۵٫۴۸ میلیارد دلار ارزیابی شده‌است. پیش‌بینی می‌شود این صنعت تا سال ۲۰۲۵ به ۷۶٫۶۴ میلیارد دلار برسد.
در طبیعت از تجزیهٔ مواد آلی ازت دار همچون اوره ادرار به‌دست می‌آید.
رومی‌های باستان آمونیوم کلرید را به عنوان پول و سپرده استفاده می‌کردند. آن‌ها سنگ آمونیوم را از مکانی به نام پرستشگاه ژوپیتر یا همان لیبی جدید جمع‌آوری می‌کردند. اما آمونیاک به شکل نمک آمونیاک نخستین بار توسط جابر ابن حیان در قرن ۷ شناخته شد.

## ساختار مولکولی
مولکول آمونیاک از یک اتم نیتروژن و سه اتم هیدروژن متصل به آن تشکیل شده‌است. با توجه به وجود یک جفت الکترون ناپیوندی بر روی نیتروژن، این مولکول ساختار هرم مثلثی دارد و زوایای پیوند کم‌تر از ۱۰۹ درجه هستند.
مولکول آمونیاک یک مولکول قطبی است که می‌تواند با خودش و بسیاری مولکول‌های دیگر، پیوند هیدروژنی برقرار نماید.

## خواص شیمیایی

### خصلت بازی
آمونیاک طبق نظریه‌های اسید و باز برونستد-لوری و آرنیوس و لوویس، یک ترکیب بازی محسوب می‌شود. pH محلول آبی آن هم بیش‌تر از ۷ است که این واقعیت را آشکار می‌سازد. واکنش زیر، خصلت بازی مولکول آمونیاک را توضیح می‌دهد:
واکنش تفکیک بازی آمونیاک:
{\displaystyle NH_{3}(aq)+H_{2}O(l)\rightleftarrows NH_{4}^{+}(aq)+OH^{-}(aq)}

## فرایند تولید

### روش‌های صنعتی
مهم‌ترین روش صنعتی تولید آمونیاک، فرایند هابر نام دارد که شامل تهیه آمونیاک از عناصر سازنده آن می‌باشد. در این روش، گازهای نیتروژن و هیدروژن در دمای بالا و در فشار زیاد با هم واکنش می‌دهند و آمونیاک را تولید می‌کنند. کاتالیزگرهای مختلف هم به سهولت این واکنش کمک می‌نمایند.

## کاربرد
از موارد استفادهٔ آمونیاک می‌توان به استفاده در تهیهٔ کودهای شیمیایی، یخ سازی، اسید نیتریک، سایر ترکیبات نیتروژنه، مواد منفجره و نگهداری از مواد غذایی اشاره کرد.

### کود
در سال ۲۰۱۹ در ایالات متحده، تقریباً ۸۸٪ از آمونیاک تولید شده به عنوان کود، به صورت نمک، محلول یا انیدروز استفاده شده‌است. هنگامی که این کودها روی خاک قرار می‌گیرند، به افزایش عملکرد محصولاتی مانند ذرت و گندم کمک می‌کنند. ۳۰٪ نیتروژن کشاورزی مورد استفاده در ایالات متحده به شکل آمونیاک بی آب است و سالانه ۱۱۰ میلیون تن از آن در جهان استفاده می‌شود.

### پیش ماده ترکیبات حاوی نیتروژن
آمونیاک به‌طور مستقیم یا غیر مستقیم پیش ساز اکثر ترکیبات حاوی نیتروژن است. تقریباً تمام ترکیبات نیتروژن مصنوعی از آمونیاک حاصل می‌شوند. یکی از این مشتقات مهم، اسید نیتریک است. از اسید نیتریک برای تولید کودها، مواد منفجره و بسیاری از ترکیبات ارگانونیتروژن استفاده می‌شود.
از آمونیاک همچنین برای ساخت ترکیبات زیر استفاده می‌شود:
- هیدرازین، توسط فرایند اولین-راشیگ و فرایند پراکسید
- هیدروژن سیانید، توسط فرایند BMA و فرایند آندروسوف
- هیدروکسیل آمین و آمونیوم کربنات، توسط فرایند راشیگ
- فنول، توسط فرایند راشیگ-هوکر
- اوره، توسط فرایند اوره بوش-مایزر و در سنتز وهلر
- اسیدهای آمینه، با استفاده از سنتز آمینو اسید Strecker
- اکریلونیتریل، توسط فرایند Sohio

از آمونیاک همچنین برای ایجاد ترکیباتی در واکنش‌هایی که به‌طور خاص نامگذاری نشده‌اند، استفاده می‌شود. نمونه‌هایی از این ترکیبات عبارتند از: آمونیوم پرکلرات، آمونیوم نیترات، فرم آمید، دی‌نیتروژن تتراکسید، آلپرازولام، اتانول‌آمین، اتیل کربامات، هگزامتیلن تترامین و آمونیوم بی‌کربنات.

### به عنوان یک تمیزکننده
آمونیاک خانگی محلول NH3 در آب است و به عنوان یک تمیز کننده عمومی برای بسیاری از سطوح استفاده می‌شود. از آنجا که آمونیاک منجر به درخشش نسبتاً بدون رگه می‌شود، یکی از رایج‌ترین کاربردهای آن تمیز کردن شیشه، پرسلان و فولاد زنگ نزن است. از این ماده همچنین برای تمیز کردن اجاق گازها و خیساندن لکه‌های پخته شده استفاده می‌شود. غلظت آمونیاک خانگی از نظر وزنی ۵ تا ۱۰ درصد است.

### تخمیر
از محلول‌های آمونیاک ۱۶ تا ۲۵٪ در صنعت تخمیر به عنوان منبع نیتروژن برای میکروارگانیسم‌ها و تنظیم pH در هنگام تخمیر استفاده می‌شود.

## سنتز و تولید
آمونیاک یکی از پرمصرف‌ترین مواد شیمیایی معدنی است که در سال ۲۰۱۸ تولید جهانی آن ۱۷۵ میلیون تن گزارش شده‌است. ۲۸٫۵٪ از این مقدار توسط چین تولید شده‌است، و پس از آن روسیه با ۱۰٫۳٪، ایالات متحده با ۹٫۱٪ و هند با ۶٫۷٪ قرار دارند.

## تاریخچه
هرودوت مورخ یونانی باستان اشاره کرد که در ناحیه‌ای از لیبی که در آن مردمی به نام «آمونی‌ها» (اکنون: واحه سیوا در شمال غربی مصر، جایی که دریاچه‌های نمک هنوز وجود دارند) در آن زندگی می‌کردند، نمک‌هایی وجود داشت.استرابون جغرافیدان یونانی نیز نمک این منطقه را ذکر کرده است. با این حال، نویسندگان باستانی Dioscorides، Apicius، Arrian، Synesius و Aetius of Amida این نمک را به عنوان بلورهای شفاف تشکیل می دهند که می توانند برای پخت و پز استفاده شوند و اساساً سنگ نمک بودند.